# Cepagatti
Cepagatti es un municipio de 9.093 habitantes en la provincia de Pescara, en Italia.

## Evolución demográfica
| Gráfica de evolución demográfica de Cepagatti entre 1861 y 2001 |
|                                                                 |
| Fuente ISTAT - elaboración gráfica de Wikipedia                 |

## Ciudadanos ilustres
- Rafaele D'Ortensio, (Cepagatti, 1807 - ivi, 1881), escritor

- Datos: Q51355
- Multimedia: Cepagatti / Q51355

1. ↑  Worldpostalcodes.org, código postal n.º 65012.
2. ↑  «Codici Catastali». Comuni-italiani.it (en italiano). Consultado el 29 de abril de 2017.